# Fistful of Metal
Fistful of Metal è il primo album della band statunitense Anthrax, pubblicato nel 1984 e distribuito dalla Megaforce Records.

## Il disco
È l'unico della band in cui compaiono Neil Turbin alla voce e Dan Lilker al basso; verranno entrambi estromessi durante il tour di supporto all'album. Dan Lilker formerà i Nuclear Assault e, poi, suonerà nei Brutal Truth.

## Edizioni
Successivamente è stata distribuita una versione del disco con allegato l'EP Armed and Dangerous.

## Tracce
1. Deathrider – 3:30 (Charlie Benante, Dan Lilker, Scott Ian Rosenfeld, Dan Spitz, Neil Turbin)
2. Metal Thrashing Mad – 2:39 (Benante, Lilker, Rosenfeld, Spitz, Turbin)
3. I'm Eighteen – 4:02 (Bruce, Buxton, Cooper, Dunaway, Smith) – (cover degli Alice Cooper)
4. Panic – 3:58 (Lilker, Rosenfeld, Turbin)
5. Subjugator – 4:38 (Benante, Lilker, Rosenfeld, Spitz, Turbin)
6. Soldiers of Metal – 2:55 (Lilker, Rosenfeld, Turbin)
7. Death from Above – 5:00 (Rosenfeld, Spitz, Turbin)
8. Anthrax – 3:24 (Lilker, Rosenfeld, Turbin)
9. Across the River (strumentale) – 1:26 (musica: Lilker, Rosenfeld)
10. Howling Furies – 3:55 (Lilker, Rosenfeld)

## Formazione
- Neil Turbin - voce
- Dan Spitz - chitarra
- Scott Ian - chitarra ritmica
- Dan Lilker - basso
- Charlie Benante - batteria